# الفتاح (أسماء الله الحسنى)
الفتاح من أسماء الله الحسني ،من صيغ المبالغة. فالفتاح هو الحكم المحسن الجواد

## في القرآن الكريم
ورد اسم الله الفتاح مرة واحدة في قوله تعالى:﴿قُلْ يَجْمَعُ بَيْنَنَا رَبُّنَا ثُمَّ يَفْتَحُ بَيْنَنَا بِالْحَقِّ وَهُوَ الْفَتَّاحُ الْعَلِيمُ ۝٢٦﴾ ،وورد مرة واحدة بصيغة الجمع، في قول الله عزَّ وجلَّ:{رَبَّنَا افْتَحْ بَيْنَنَا وَبَيْنَ قَوْمِنَا بِالْحَقِّ وَأَنْتَ خَيْرُ الْفَاتِحِينَ}.

## في السنة النبوية
لم يرد لفظ صريح لاسم الله الفتاح في السنة، ولكن ورد بلفظ "افتح لي"، فعَنْ أَبِي أُسَيْدٍ قَالَ: «قَالَ رَسُولُ اللَّهِ صَلَّى اللَّهُ عَلَيْهِ وَسَلَّمَ: إِذَا دَخَلَ أَحَدُكُمُ الْمَسْجِدَ، فَلْيَقُلْ: اللَّهُمَّ افتح لِي أَبْوَابَ رَحْمَتِكَ، وَإِذَا خَرَجَ، فَلْيَقُلْ: اللَّهُمَّ إِنِّي أَسْأَلُكَ مِنْ فَضْلِكَ.»

## معنى اسم الله الفتاح
و الفتاح: "الذي يكشف الغمة عن عباده، ويسرع الفرج، ويرفع الكرب، ويجلي العماية، ويزيل الضراء، ويفيض الرحمة، ويفتح أبواب الرزق، فالله سبحانه هو الفتاح العليم، يفتح أبواب الرحمة، فالله عز وجل يسرع إلى عباده بالفرج. 
والفتاح : أن يفتح الله تعالى على عباده اكتشاف القوانين المادة، وما يسهل تسخيرها، وألوان التقدم المادي، والتقنية الحديثة التي ينتفع بها العباد.
والفتاح : أنه يفتح الممالك والأمصار لعباده الصالحين المؤمنين، كما قال سبحانه : ﴿إِنَّا فَتَحْنَا لَكَ فَتْحًا مُبِينًا ۝١﴾ و هكذا فإننا نجد أن دعوة الإسلام بعد الرسول ﷺامتدت خلال ربع قرن شرقاً وغرباً في أنحاء الأرض كلها.
وفتحه الله قسمين:
1. أحدهما: فتحه بحكمه الديني وحكمه الجزائي.
2. والثاني: الفتاح بحكمه القدري.

- ففتحه بحكمه الديني هو شرعه على ألسنة رسله جميع ما يحتاجه المكلفون، ويستقيمون به على الصراط المستقيم.
- وأما فتحه بجزائه فهو فتحه بين أنبيائه ومخالفيهم وبين أوليائه وأعدائهم بإكرام الأنبياء وأتباعهم ونجاتهم، وبإهانة أعدائهم وعقوباتهم، وكذلك فتحه يوم القيامة وحكمه بين الخلائق حين يوفي كل عامل ما عمله.
- وأما فتحه القدري فهو ما يقدِّره على عباده من خير وشر ونفع وضر وعطاء ومنع، ذكر القرآن:﴿مَا يَفْتَحِ اللَّهُ لِلنَّاسِ مِنْ رَحْمَةٍ فَلَا مُمْسِكَ لَهَا وَمَا يُمْسِكْ فَلَا مُرْسِلَ لَهُ مِنْ بَعْدِهِ وَهُوَ الْعَزِيزُ الْحَكِيمُ ۝٢﴾ (سورة فاطر، الآية 2) ، فالرب الله هو الفتاح العليم الذي يفتح لعباده الطائعين خزائن جوده وكرمه، ويفتح على أعدائه ضد ذلك، وذلك بفضله وعدله.

يقول ابن القيم في القصيدة النونية: